# Brooklands-Scheibe
Brooklands-Scheibe,  (engl. Brooklands oder Brookland screen) ist die Bezeichnung für eine äußerst kleine Windschutzscheibe an offenen Rennwagen, Rennsportwagen und Motorrädern. Der Name stammt von der englischen Rennstrecke Brooklands in Surrey.
Die Brooklands hat allgemein eine halbrunde (bzw. halb ovale) oder rechteckige Oberkante sowie unten, evtl. auch seitlich, eine Halterung. Meist kann sie über einen seitlichen Mechanismus nach vorne in die Waagerechte geklappt werden. Durch die Brooklands-Scheibe reduziert sich der Luftwiderstand des Fahrzeugs. Allerdings wird der Schutz des dahinter sitzenden Fahrers bzw. Beifahrers auf ein Minimum reduziert. Über viele Jahrzehnte war die Brooklands-Scheibe auch ein wichtiges Designmerkmal für schnelle offene Autos, die nicht im Motorsport eingesetzt werden.
Der für Lotus Seven und Caterham Seven unter der Bezeichnung Aeroscreen angebotene flache Windschutz hat eine gewissen Ähnlichkeit mit den Brooklands. Das für den Motorsport mit Monopostos entwickelte System Aeroscreen zum Kopfschutz des Fahrers ähnelt hingegen den kleinen Rennscheiben nicht.